# Bloom*Iz
Bloom*Iz (hay còn được viết cách điệu là BLOOM*IZ) là album phòng thu tiếng Hàn đầu tiên của nhóm nhạc nữ Hàn Quốc-Nhật Bản IZ*ONE, phát hành ngày 17 tháng 2 năm 2020 bởi Off The Record Entertainment. Album bao gồm 12 ca khúc với bài hát chủ đề mang tên "Fiesta". Ban đầu Bloom*Iz được lên kế hoạch phát hành vào ngày 11 tháng 11 năm 2019, nhưng đã bị hoãn lại sau cuộc điều tra gian lận phiếu bầu của Mnet. Album có ba phiên bản: "I Was", "I Am", and "I Will".

## Phát hành và quảng bá
Ngày 29 tháng 10 năm 2019, trailer của album với tựa đề "When Iz Your Blooming Moment?" được đăng tải lên kênh YouTube của Iz*One. Trang web chính thức của nhóm cũng được thay đổi thiết kế. Danh sách bài hát của album được công bố qua mạng xã hội vào ngày 3 tháng 11. Tuy nhiên, do cuộc điều tra gian lận phiếu bầu của Mnet, trong đó nhà sản xuất của Produce 48 Ahn Joon-young thú nhận là đã sắp xếp thứ hạng các thí sinh của chương trình, Off the Record thông báo Iz*One sẽ tạm dừng hoạt động và việc phát hành album cũng bị hoãn lại.
Ngày 23 tháng 1 năm 2020, Mnet công bố Iz*One sẽ quay lại hoạt động vào giữa tháng 2 với việc phát hành Bloom*Iz. Ngày 2 tháng 2, album được thông báo là sẽ được phát hành vào ngày 17 tháng 2. Iz*One quảng bá đĩa đơn "Fiesta" trên các chương trình âm nhạc M Countdown, Music Bank, Show! Music Core, Inkigayo, The Show và Show Champion bắt đầu từ ngày 17 tháng 2.

## Doanh số
Trong tuần đầu tiên sau khi bắt đầu nhận đặt hàng, Bloom*Iz đã đứng đầu bảng xếp hạng đặt trước trên nhiều trang web như Aladin, Yes24 và Tower Records. Album cũng phá kỷ lục album được đặt trước nhiều nhất năm 2019 với 150.000 bản. Tuy nhiên, sau khi album bị hoãn phát hành, các đơn hàng này đã bị hủy bỏ và hoàn tiền. Sau khi được phát hành, Bloom*Iz đã phá kỷ lục doanh số trong ngày đầu tiên đối với album của một nhóm nhạc nữ với khoảng 184.000 bản. Sau đó album tiếp tục phá kỷ lục doanh số trong tuần đầu tiên với 356.313 bản. Kỷ lục này sau đó bị phá bởi album tiếp theo của chính Iz*One.

## Danh sách bài hát
| STT              | Nhan đề                                   | Phổ lời                                                                | Phổ nhạc                                                                   | Phối khí                                          | Thời lượng |
| ---------------- | ----------------------------------------- | ---------------------------------------------------------------------- | -------------------------------------------------------------------------- | ------------------------------------------------- | ---------- |
| 1.               | "Eyes"                                    | Jo Yoon-kyung, Andy Love, Andreas Oberg, David Amber, Lion Cheon       | Andy Love, Andreas Oberg, David Amber, Lion Cheon                          | David Amber                                       | 3:37       |
| 2.               | "FIESTA"                                  | Seo Ji-eum, Go Hyeon-cheon (Jamfactory), Choi Hyeon-jun, Kim Seung-soo | Choi Hyeon-jun, Kim Seung-soo                                              | Choi Hyeon-jun, Kim Seung-soo                     | 3:37       |
| 3.               | "Dreamlike"                               | Jang Won-young, Yoon Sang-cho, Kang Yeon-ok                            | Yoon Sang-cho, Kang Yeon-ok                                                | Yoon Sang-cho, Kang Yeon-ok                       | 3:46       |
| 4.               | "Ayayaya"                                 | InnerChild (MonoTree)                                                  | Yoon Chong-seong (MonoTree), Anna Timgren, Shin Min-kyung                  | Yoon Chong-seong (MonoTree), Shin Min-kyung       | 3:22       |
| 5.               | "So Curious"                              | Tenzo, Kibi                                                            | Tenzo, MUNA, LOOGONE, Shaun Kim                                            | MUNA, LOOGONE                                     | 3:22       |
| 6.               | "Spaceship"                               | Kwon Eun-bi, Elum (PRISMFILTER), Anchor (PRISMFILTER)                  | Kwon Eun-bi, Nmore (PRISMFILTER), Elum (PRISMFILTER), Anchor (PRISMFILTER) | Nmore (PRISMFILTER)                               | 2:51       |
| 7.               | "Destiny" (우연이 아니야)                 | Iki, Yongbae, Lee Seu-ran, So Jay                                      | Iki, Yongbae                                                               | Iki, Yongbae                                      | 3:21       |
| 8.               | "YOU & I"                                 | Kim Hyun-ah, Kim Min-ju                                                | Park Tae-jin                                                               | Park Tae-jin                                      | 3:24       |
| 9.               | "Daydream"                                | danke (Lalala Studio), Min Yeon-jae                                    | AiRPLAY, Nash Overstreert, Sidnie Tipton                                   | AiRPLAY                                           | 3:23       |
| 10.              | "Pink Blusher"                            | BOOMBASTIC, So Jay                                                     | BOOMBASTIC                                                                 | BOOMBASTIC                                        | 3:14       |
| 11.              | "Someday" (언젠가 우리의 밤도 진나가겠죠) | Jo Yu-ri                                                               | Jo Yu-ri, Nmore (PRISMFILTER), Building Owner (PRISMFILTER)                | Nmore (PRISMFILTER), Building Owner (PRISMFILTER) | 3:17       |
| 12.              | "Open Your Eyes"                          | Black Edition, EastWest, Bull$EyE, yuka (Full8loom), So Jay            | Black Edition, EastWest, Bull$EyE, yuka (Full8loom)                        | EastWest, Bull$EyE, yuka (Full8loom)              | 3:17       |
| Tổng thời lượng: | Tổng thời lượng:                          | Tổng thời lượng:                                                       | Tổng thời lượng:                                                           | Tổng thời lượng:                                  | 40:44      |

## Bảng xếp hạng
| Bảng xếp hạng (2020)                 | Thứ hạng cao nhất |
| ------------------------------------ | ----------------- |
| Album Nhật Bản (Oricon Album Charts) | 3                 |
| Hot Album Nhật Bản (Billboard Japan) | 6                 |
| Album Hàn Quốc (Gaon)                | 2                 |
| World Album Mỹ (Billboard)           | 15                |

## Chứng nhận
| Quốc gia                                 | Chứng nhận | Số đơn vị/doanh số chứng nhận |
| ---------------------------------------- | ---------- | ----------------------------- |
| Hàn Quốc (KMCA)                          | Bạch kim   | 250.000^                      |
| * Chứng nhận dựa theo doanh số tiêu thụ. |            |                               |

## Lịch sử phát hành
| Quốc gia | Ngày                | Định dạng  | Hãng đĩa                                               |
| -------- | ------------------- | ---------- | ------------------------------------------------------ |
| Hàn Quốc | 17 tháng 2 năm 2020 | CD nhạc số | Off the Record Entertainment Stone Music Entertainment |